# Thysanopoda spinicaudata
Thysanopoda spinicaudata är en kräftdjursart som beskrevs av Brinton 1953. Thysanopoda spinicaudata ingår i släktet Thysanopoda och familjen lysräkor. Inga underarter finns listade i Catalogue of Life.